# Vals
Vals er en pardans som danses i 3/4-takt.
Der findes forskellige teorier om valsens oprindelse, men den antages generelt at have sin baggrund i sydtyske og franske danse som f.eks. Landler og Volta. I begyndelsen af 1800-tallet dukker vals op som en selvstændig dans, først i Østrig og Tyskland og derefter videre til resten af Europa. Den drejende dans vakte først betydelig fourore men blev hurtigt taget op i danseetablissementerne.
I 1920'erne begyndte der en standardisering af dansen som indtil da havde udviklet sig i forskellige stilretninger og været under indflydelse af andre populære danse. Det havde sænket tempoet og introduceret en større variation af figurer. Som med flere andre standarddanse var det især i England den moderne stil blev formet.

## Typer af vals
I dag er valsen splittet op i flere typer, hvoraf de to førstnævnte er internationale turneringsdanse:
- Engelsk vals, som danses i et tempo omkring 30 takter i minuttet. Grundfigurerne er baseret på drejninger og på diagonale mønstre, og der er talrige variationer.

- Wienervals, som danses i et tempo omkring 60 takter i minuttet. Wienervalsen er således noget hurtigere end den engelske vals og den er nærmere på den oprindelige valsestil. Dansen baserer sig næsten udelukkende på højre- og venstredrejninger.

- Folkelig vals, som i Danmark danses traditionelt i et tempo mellem de to førnævnte. Vals har været almindelig brugt til folkelige baller i både by og på land siden slutningen af 1800-tallet. Som gammeldans danses bl.a. tyrolervals med fire takters fordans inden omdansning, og der danses rundt enten med en fuld omdrejning pr. to takter eller med forskellige mellemtrin, så man ikke bliver for rundtosset. Der danses enten ret eller avet om. Ligeledes indgår valsetrin i kredsdanse som for eksempel Familievals. I folkedans indgår valsetrin også i adskillige arrangementer som for eksempel i Jødetur fra Mors og Familievals.